# Harold Leavitt
Harold Leavitt, född 1922, död 2007, var en amerikansk psykolog. Han var författare till Managerial Psychology (1975).
Han beskrev tre typer av chefer:
- Visionära och karismatisk ledare. Ledare är original, lysande och kompromisslös. Han tenderar att förändra status quo. Historiska exempel: Gandhi, Adolf Hitler, William Ewart Gladstone, Ruhollah Khomeini.
- Rationella och analysera ledare. Ledare är en systematisk och kan effektivt kontrollera. Historiska exempel: Clement Attlee, Robert Peel, Jimmy Carter.
- Pragmatiker. Ledare når vad som planeras och löser skickligt problem. Historiska exempel: Otto von Bismarck, Lenin, Stalin, Lyndon B. Johnson.